# 観緑社区
観緑社区（かんりょくしゃく）は、広州市越秀区光塔街道の社区。

## 交通
- 地下鉄の駅：
- バス：